# 宏觀螺旋星系

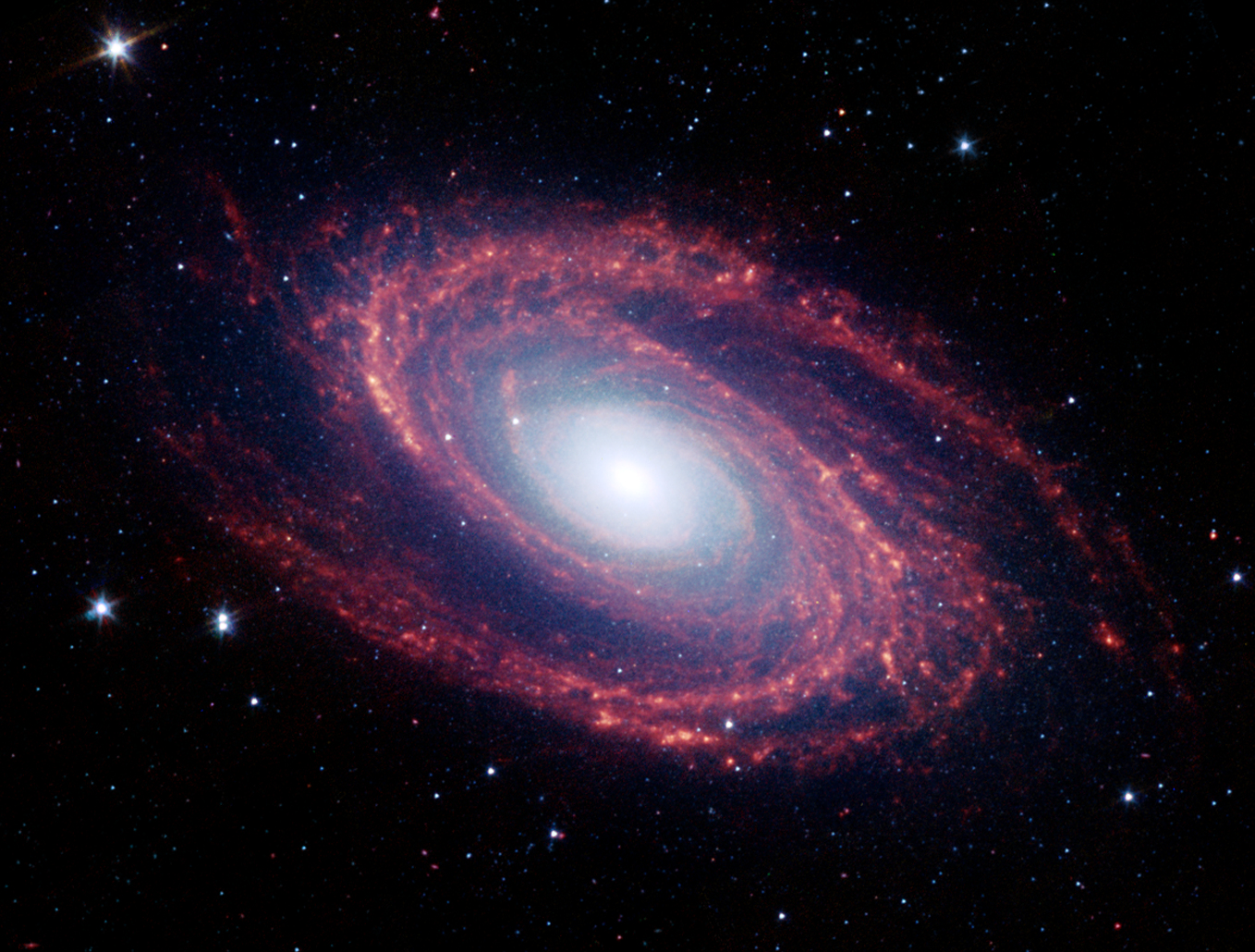
史匹哲太空望遠鏡拍攝的宏觀螺旋星系：M81。

宏觀螺旋星系是螺旋星系的一種，相對於多旋臂和絮結螺旋星系，有著突出和定義明確的螺旋臂。宏觀螺旋星系的螺旋臂在星系附近很明顯的延伸許多的弧度，並且在可觀測到的星系弧度上占有很大的比率。螺旋星系中大約有10%被歸類為宏觀螺旋星系，包括M81、M51、M74、M100、和M101。

## 宏觀結構的起源
密度波理論可以完美的解釋並且很好的規範宏觀螺旋星系。依據這個理論，螺旋臂是在盤面上的恆星經過密度波時因為速度不同而被扭轉的。恆星密集在這些區域造成引力吸引物質在此處密集，但是它們並不會永久存在於螺旋臂中。當它們緊靠著螺旋臂時，它們受到引力的牽引往物質密集之處；然後當他們通過螺旋臂之後，它們也會因為引力的拉扯而減慢速度，這就造成物質密集的集中在這一區域。